# Mars superliga 2000/01
De Mars superliga 2000/2001 was het achtste seizoen in de hoogste afdeling van het Slowaakse voetbal sinds de vreedzame ontmanteling van Tsjecho-Slowakije. Aan de competitie deden tien clubs mee. Deze begon op 18 juli 2000 en eindigde op 13 juni 2001. ASK Inter Slovnaft Bratislava verdedigde met succes zijn titel. Nieuwkomer FK Matador Púchov wist zich te handhaven en eindigde op de zesde plaats in de eindrangschikking.

## Eindstand
| №  | Club                          | WG | W  | G  | V  | DV | DT | +/– | Punten |
| -- | ----------------------------- | -- | -- | -- | -- | -- | -- | --- | ------ |
| 1  | ASK Inter Slovnaft Bratislava | 36 | 25 | 5  | 6  | 73 | 28 | +45 | 80     |
| 2  | ŠK Slovan Bratislava          | 36 | 21 | 8  | 7  | 84 | 49 | +35 | 71     |
| 3  | MFK Ružomberok                | 36 | 15 | 10 | 11 | 51 | 48 | +3  | 55     |
| 4  | FC Artmedia Petržalka         | 36 | 15 | 9  | 12 | 59 | 55 | +4  | 54     |
| 5  | MŠK Žilina                    | 36 | 11 | 12 | 13 | 41 | 46 | –5  | 45     |
| 6  | FK Matador Púchov             | 36 | 9  | 13 | 14 | 47 | 53 | –6  | 40     |
| 7  | 1. FC Tatran Prešov           | 36 | 10 | 10 | 16 | 44 | 54 | –10 | 40     |
| 8  | Ozeta Dukla Trenčín           | 36 | 11 | 6  | 19 | 35 | 59 | –24 | 39     |
| 9  | 1. FC Košice                  | 36 | 10 | 7  | 19 | 42 | 61 | –19 | 37     |
| 10 | FC Spartak Trnava             | 36 | 8  | 10 | 18 | 39 | 62 | –23 | 34     |

|  | Geplaatst voor de voorronde van de UEFA Champions League 2001/02 |
|  | Geplaatst voor de voorronde van de UEFA Cup 2001/02              |
|  | Geplaatst voor de UEFA Intertoto Cup 2001                        |
|  | Gedegradeerd naar de 1. slovenská futbalová liga                 |

## Statistieken

### Topscorers
- In onderstaand overzicht zijn alleen de spelers opgenomen met negen of meer treffers achter hun naam.

| № | Naam             | Club                          | Goals | Pen. | Duels | Gem. |
| - | ---------------- | ----------------------------- | ----- | ---- | ----- | ---- |
| 1 | Szilárd Németh   | ASK Inter Slovnaft Bratislava | 23    | ?    |       |      |
| 2 | Ľubomír Meszároš | Slovan Bratislava             | 18    | ?    |       |      |
| 3 | Tibor Jančula    | Slovan Bratislava             | 17    | ?    |       |      |
| 4 | Ali Lembakoali   | FK Matador Púchov             | 16    | ?    |       |      |
| 5 | Ľubomír Reiter   | MŠK Žilina                    | 12    | ?    |       |      |
| 6 | Tomáš Oravec     | MSK SCP Ružomberok            | 11    | ?    |       |      |
| 7 | Róbert Vittek    | Slovan Bratislava             | 10    | ?    |       |      |
| 7 | Peter Babnič     | ASK Inter Slovnaft Bratislava | 10    | ?    |       |      |
| 9 | Jozef Mužlay     | FK Matador Púchov             | 9     | ?    |       |      |
| 9 | Norbert Hrnčár   | Slovan Bratislava             | 9     | ?    |       |      |

### Toeschouwers
| №      | Club                 | Totaal  | Duels | Gem   | +/–    | Record |
| ------ | -------------------- | ------- | ----- | ----- | ------ | ------ |
| 1      | MFK Ružomberok       |         | 18    | 6.474 | +32,3% | 8.570  |
| 2      | Artmedia Petrzalka   |         | 18    | 5.733 | +43,3% | 10.869 |
| 3      | FK Matador Puchov    |         | 18    | 4.735 | NIEUW  | 7.726  |
| 4      | SK Slovan Bratislava |         | 18    | 3.512 | +3,0%  | 6.314  |
| 5      | Ozeta Dukla Trencin  |         | 18    | 3.430 | –28,1% | 5.217  |
| 6      | FC Spartak Trnava    |         | 18    | 3.161 | –29,1% | 5.422  |
| 7      | MŠK Žilina           |         | 18    | 2.846 | +42,2% | 4.568  |
| 8      | FC Tatran Presov     |         | 18    | 2.722 | –0,2%  | 5.813  |
| 9      | 1. FC Košice         |         | 18    | 1.670 | –25,8% | 3.562  |
| 10     | ASK Inter Bratislava |         | 18    | 1.598 | –38,8% | 3.110  |
| Totaal | Totaal               | 609.840 | 180   | 3.388 | +20,2% | 10.869 |